# Блади-Фолс
Блади-Фолс — каскад порогов на реке Коппермайн в западной части Территориального парка Куглук/Блади-Фолс, на северо-западе Канады (Нунавут).
Водопад известен по событию 1771 года, когда произошла резня у Блади-Фоллс, а также как место убийства двух священников, совершённого в 1913 году Улоксаком и Синнисиаком — охотниками из народности медных инуитов.
Ближайшая деревня, Куглуктук, расположена в 15,8 километра от водопада.
В течение многих веков в этих районах проживали инуиты из подгруппы Коглуктогмиут.
В 1978 году северо-западная часть Территориального парка Куглук/Блади-Фолс получила статус Национального исторического места Канады, так как там находятся археологические зоны участков охоты и рыбной ловли, принадлежавших представителям доколумбовых цивилизаций (культуры Пре-Дорсет (англ.), Туле) и инуитам; возраст останков датируется 1700 годом до нашей эры.